# Cap à l'Orignal
Pour les articles homonymes, voir Orignal (homonymie).
Le cap à l'Orignal est un cap situé dans la région du Bas-Saint-Laurent au Québec (Canada). Il est entièrement compris à l'intérieur du territoire du parc national du Bic, créé en 1984, et fait face au fleuve Saint-Laurent à la hauteur de l'île du Bic et dans l'ancienne municipalité du Bic, maintenant fusionnée à Rimouski.

## Toponymie
C'est le pilote Jean Alfonse qui désigne pour la première fois ce site en 1544 sous le nom de « cap de Marbre ». Les premières mentions du cap à l'Orignal apparaissent en 1728, sur une carte de Matthäus Seutter qui y mentionne le toponyme « cap à l'Orignal ». Quelques années plus tard en 1744, Jacques-Nicolas Bellin utilise une graphie différente soit « cap à l'Original », forme reprise en 1770 par Didier Robert de Vaugondy. Une autre graphie existe aussi et apparaît sur une carte de Jean-Baptiste Bourguignon d'Anville en 1755 qui mentionne « cap à l'Orignac ».
À partir du début des années 1900, la Commission de géographie du Canada utilise le terme « Orignal » prenant même soin d'ajouter dans la notice anglaise « not Arignole ». Puis vers 1911, la même commission orthographie le nom du cap « Arignole ». Le terme orignal désigne le plus grand des cervidés d'Amérique du Nord. La dénomination du cervidé nord-américain serait d’origine basque, oregna étant le pluriel de cerfs et est mentionnée dès 1603 par Samuel de Champlain.
Selon Henri Dorion, il se peut que le cap ait été nommé selon le « principe de la négativité relative », soit que plus une chose est rare, plus elle est susceptible d'être remarquée. Ce qui peu a priori surprendre étant donné que l'orignal n'est pas rare dans la région du Bic.
Selon une tradition, le cap aurait reçu ce nom lorsqu'un orignal poursuivi par un chasseur se serait jeté dans la mer du haut de la falaise. En plus de désigner le cap, le toponyme désigne l'anse à l'Orignal et le récif de l'Orignal.

## Géographie et géologie

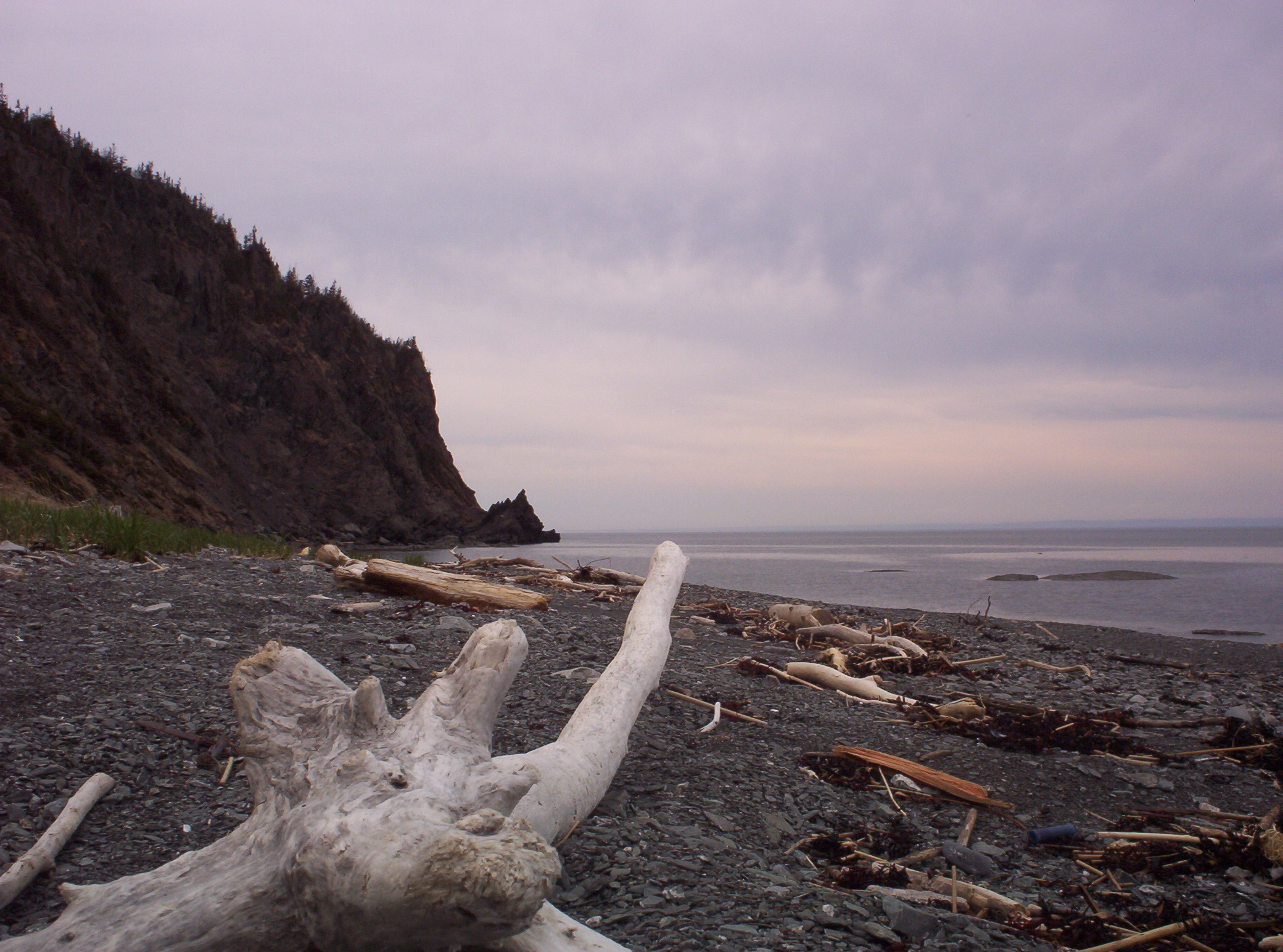
Le cap à l'Orignal vu de la plage.

Le cap est compris entre deux anses du parc national du Bic, les anses à Mouille-Cul et à l'Orignal. Il s'agit d'un massif rocheux constitué en grande majorité de schiste ardoisier dans lequel on retrouve aussi des conglomérats de calcaire. 
Son sommet culmine à 60 mètres et il s'étend sur une longueur d'un kilomètre et une largeur de 150 mètres. Le petit massif rocheux descend en pente douce sur son versant sud, alors que la face nord faisant face au fleuve Saint-Laurent possède une pente abrupte. Le cap est rattaché à un autre massif rocheux, la montagne à Michaud, par un tombolo.

## Histoire
C'est en 1750, qu'un premier agriculteur, José Michot dit Labrie, est venu s'installer dans le secteur du cap dans la Seigneurie du Bic. Le père Ambroise Rouillard s'est noyé face au cap lors de l'été 1769 alors qu'il retournait à Rimouski après une visite à Trois-Pistoles en donnant naissance à la légende du « gobelet d'argent ». Pendant la prohibition au début du XXe siècle, des trafiquants utilisaient le sentier longeant le versant sud du cap jusqu'à l'anse à Mouille-Cul afin de prendre possession des cargaisons d'alcool de contrebande. 

## Tourisme
Le cap est entièrement compris à l’intérieur du territoire du parc national du Bic, créé en 1984. Le sentier pédestre du Contrebandier rappelle la période de la prohibition et de la contrebande d'alcool.